# Wad- en Wierdenpad
Het Wad- en Wierdenpad (LAW 5-5) was een lange-afstand-wandelpad met een lengte van 123 kilometer van Lauwersoog naar Bad Nieuweschans. Het pad is opgegaan in het Nederlands Kustpad en was in beide richtingen met wit-rode tekens gemarkeerd en in een gidsje beschreven.

## Route
De route ging van Lauwersoog via het Lauwersmeer naar Leens. De route liep onder andere door militair oefenterrein Marnewaard met daarin het spookdorp Marnehuizen. Tussen Leens en Uithuizen waren er twee varianten:
- de Wadroute die liep via Pieterburen, bedijkingen en de kust van de Waddenzee (o.a. het Uithuizerwad en Noordpolderzijl)
- de Wierdenroute door het binnenland, via wierdedorpen als Baflo en Warffum.

Bij Uithuizen kwamen beide routes weer bij elkaar. De route ging dan door het binnenland naar Appingedam en bereikte bij Delfzijl de kust van de Eems. Langs de Eems en natuurgebied de Dollard werd via de akkerlanden van het Oldambt Bad Nieuweschans bereikt.

## Netwerk
Het pad vormde een onderdeel van het Nederlandse Kustpad, dat weer een onderdeel is van de Europese wandelroute E9 en loopt langs de kust van Portugal naar de Baltische staten.
Bij Lauwersoog sloot het pad aan op het Friese Kustpad en het Friese Woudenpad, bij Pieterburen op het Pieterpad, en bij Bad Nieuweschans op het Noaberpad.

## Voorzieningen
De route is redelijk, doch niet overdadig voorzien van overnachtingsmogelijkheden. Aansluitingen op het openbaar vervoer bestaan uit stations te Appingedam, Delfzijl en Bad Nieuweschans. De meeste plaatsen hebben busverbindingen; dit is meestal vraagafhankelijk vervoer. De wandelaar wordt geadviseerd zich vooraf informatie te verschaffen over frequentie en routes.
Op een groot deel van het traject, met name de zeedijken, zijn honden, ook als ze zijn aangelijnd, niet toegestaan, in verband met de aanwezigheid van grazend vee.